# 墓头回
墓头回（学名：Patrinia heterophylla）为忍冬科败酱属的植物，是中国的特有植物。分布在中国大陆的内蒙古、陕西、青海、宁夏、甘肃、河南、山西、浙江、安徽、辽宁、山东、河北等地，生长于海拔300米至2,600米的地区，多生在沙质坡、路边、山地岩缝中、草丛中及土坡上，目前尚未由人工引种栽培。

## 别名
异叶败酱（中国高等植物图鉴）、追风箭、摆子草（河北承德）

## 异名
- Patrinia angustifolia Hemsl.
- Patrinia heterophylla Bunge ssp. angustifolia (Hemsl.) H. J. Wang

## 外部連結
- 糙葉敗醬, Caoyebaijiang （页面存档备份，存于） 藥用植物圖像數據庫 (香港浸會大學中醫藥學院) （繁體中文）（英文）
- 墓頭回 Mu Tou Hui （页面存档备份，存于） 中藥標本數據庫 (香港浸會大學中醫藥學院) （繁體中文）（英文）